# Рзянин, Денис Филиппович
Денис Филиппович Рзянин (1910—1989) — сержант Рабоче-крестьянской Красной Армии, участник Великой Отечественной войны, Герой Советского Союза (1944).

## Биография
Родился 1 сентября 1910 года в селе Коростылёво (ныне — Мучкапский район Тамбовской области). После окончания начальной школы проживал в Ташкенте, работал водителем.
В 1942 году был призван на службу в Рабоче-крестьянскую Красную Армию. С того же года — на фронтах Великой Отечественной войны. Член ВКП(б) с 1943 года.
К ноябрю 1943 года был шофёром боевой машины «БМ-13» 245-го гвардейского миномётного дивизиона 35-го гвардейского миномётного полка 6-й армии 3-го Украинского фронта. Отличился во время битвы за Днепр. 17 ноября 1943 года во время переправы через Днепр в районе острова Хортица, когда понтон, на котором находилась машина, оказался повреждён, ему удалось оперативно заделать пробоину, что спасло «катюшу» от затопления.
Указом Президиума Верховного Совета СССР от 22 февраля 1944 года за «образцовое выполнение боевых заданий командования на фронте борьбы с немецкими захватчиками и проявленные при этом мужество и героизм» гвардии красноармеец Денис Рзянин был удостоен высокого звания Героя Советского Союза с вручением ордена Ленина и медали «Золотая Звезда» за номером 2661.
После окончания войны демобилизован. Проживал и работал в Ташкенте. Скончался 6 декабря 1989 года, похоронен на Аллее Героев Ташкентского Военного кладбища.
Был также награждён орденами Отечественной войны 1-й степени и Красной Звезды, рядом медалей.

## Память

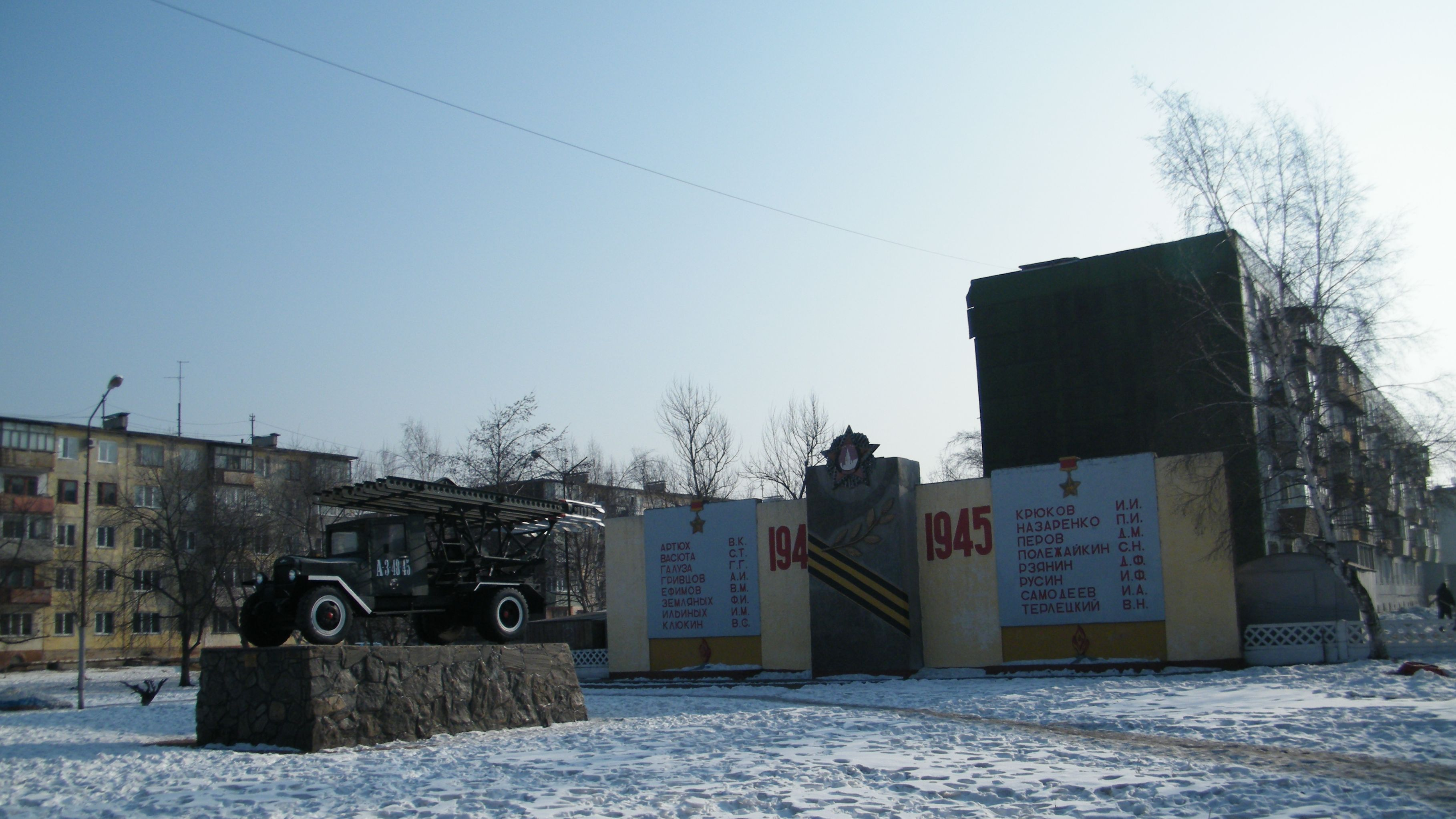
Город Уссурийск, УВВАКУ

Имя воина-водителя, Героя Советского Союза Рзянина Д. Ф. увековечено на стене памяти Уссурийского высшего военного автомобильного командного училища.